# Horst Habs

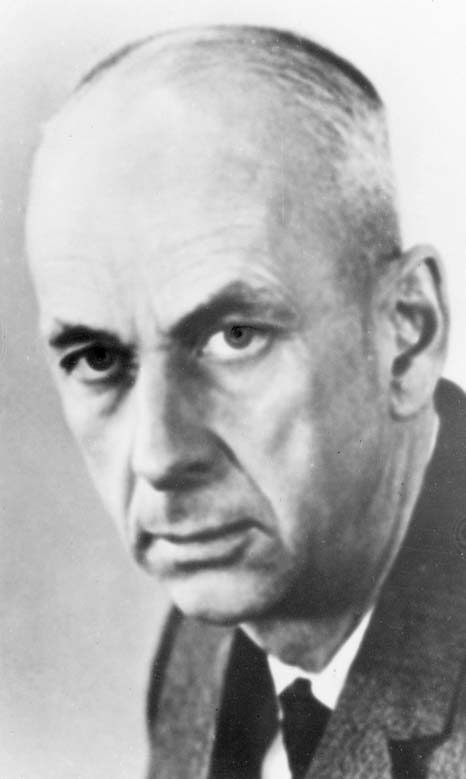
Horst Habs

Horst Habs (* 11. September 1902 in Magdeburg; † 6. April 1987 in Bonn) war ein deutscher Hygieniker, Mikrobiologe, Tropenmediziner und Hochschullehrer.

## Leben
Habs war ein Sohn des Direktors des Krankenhauses Altstadt und der chirurgischen Klinik in Magdeburg Rudolf Habs. Sein Großvater war der Bildhauer Hermann Habs. 
Habs besuchte ab 1908 die Vorbereitungsschule in Magdeburg und ab 1911 das dortige König-Wilhelm-Gymnasium, an dem er 1920 die Reifeprüfung ablegte. Er begann an der Ruprecht-Karls-Universität Heidelberg Medizin zu studieren und wurde 1921 Mitglied des Corps Rhenania Heidelberg. Als Inaktiver wechselte er an die Preußische Universität zu Greifswald, die Albert-Ludwigs-Universität Freiburg, die Christian-Albrechts-Universität zu Kiel und die Julius-Maximilians-Universität Würzburg. 1925 bestand er das medizinische Staatsexamen. Nach der Promotion zum Dr. med. wurde er 1926 Assistent an der Medizinischen Klinik in Kiel. 1928 ging er an das Hygiene-Institut in Heidelberg, wo er sich 1931 habilitierte. Habs wurde Privatdozent für Hygiene und Bakteriologie, 1936 außerplanmäßiger Professor in Heidelberg und 1940 außerordentlicher Professor in Berlin.
Habs, der bei der Machtergreifung der Reiter-SS beigetreten war, gehörte auch dem NS-Ärztebund und dem NS-Dozentenbund an. Am 26. Mai 1937 beantragte er die Aufnahme in die NSDAP und wurde rückwirkend zum 1. Mai desselben Jahres aufgenommen (Mitgliedsnummer 4.271.248). Er war ab 1940 Mitglied der Schutzstaffel und wurde 1941 SS-Untersturmführer.
Während des Zweiten Weltkriegs leistete Habs Dienst als Sanitätsoffizier, zuletzt als Oberfeldarzt der Reserve. Er wurde unter anderem als beratender Hygieniker auf dem Balkan und in Griechenland eingesetzt. 1943 half er durch Anfertigung von Karten über die Verbreitung der Malariamücken in Griechenland die dortige Malariafreiheit zu erreichen.
Im Oktober 1943 war er zunächst Lehrstuhlvertreter und ab 1944 Professor an der Universität Hamburg. Bei dem Bevollmächtigten für das Gesundheitswesen Karl Brandt war er 1944 Angehöriger des wissenschaftlichen Beirates.
1945–1947 war Habs interniert. Er ließ sich zunächst als praktischer Arzt in Norddeutschland nieder. 1949 kam er als wissenschaftlicher Angestellter an das Medizinal-Untersuchungsamt in Lüneburg. Ungeachtet seiner NS-Verstrickungen kehrte er 1950 als Ordinarius und Leiter des Hygiene-Instituts nach Heidelberg zurück. Ab 1958 war er ordentlicher Professor für Hygiene und Direktor des Hygiene-Instituts an der Universität Bonn. 1961/62 war er Dekan der Medizinischen Fakultät. 1970 wurde er emeritiert. In seinen wissenschaftlichen Arbeiten befasste er sich besonders mit Wasserhygiene, Schutzimpfungen, Salmonellen, der Verbreitung der Malariamücke, sowie dem Bang- und Maltafieber.
Habs war Berater beim Wiederaufbau des Sanitätswesens der Bundeswehr. 1967 übernahm er die Patenschaft über das Institut National d´Hygiène in Lomé und arbeitete entscheidend am Aufbau des Instituts mit. Gemeinsam mit seiner Frau organisierte er die Schutzimpfung gegen Kinderlähmung in Togo. Er war Mitglied des Bundesgesundheitsrates und Mitglied des Wehrmedizinischen Beirats. 1971 wurde er 1. Vorsitzender der Deutschen Tropenmedizinischen Gesellschaft.
Seit 1951 war Habs ordentliches und seit 1959 korrespondierendes Mitglied der Heidelberger Akademie der Wissenschaften. Im Jahr 1953 hielt Horst Habs die Eröffnungsrede bei der Eröffnung der Schwesternschule der Universität Heidelberg, in der er auf die Tradition der akademisierten Pflege in Heidelberg seit Franz Anton Mai verwies. 1958 wurde er Mitglied der Deutschen Akademie der Naturforscher Leopoldina in Halle, 1969 Ehrenmitglied der Robert-Koch-Stiftung, 1971 Ehrenmitglied der Deutschen Gesellschaft für Laboratoriumsmedizin, 1972 Ehrenmitglied der Österreichischen Gesellschaft für Hygiene, 1974 Ehrenmitglied der Deutschen Tropenmedizinischen Gesellschaft, 1975 Ehrenmitglied der Deutschen Gesellschaft für Hygiene und Mikrobiologie.

## Auszeichnungen
- Paracelsus-Medaille der Deutschen Ärzteschaft (1973)
- Hygieia-Medaille der Rudolf-Schülke-Stiftung (1978)
- Ernst Rodenwaldt-Medaille (1982)
- Officier de l´Ordre du Mono (Togo)

## Werke
- Über die Beziehungen zwischen histologischem Bau und Prognose des Magenkarzinoms (Diss., Kiel 1925)
- Bakteriologisches Taschenbuch (ab 30. Aufl., 1940, als Bearbeiter)
- Die Aufnahme eines gelösten Stoffes durch Bakterien. In: Zeitschrift für Hygiene und Infektionskrankheiten, Band 113, S. 233–272, Band 114, S. 1–10 und 358–370 (Habilitationsschrift)
- Die sogenannte Pest des Thukydides. Versuch einer epidmiologischen Analyse, vorgetragen in der Sitzung vom 14. November 1981, Heidelberger Akademie der Wissenschaften, Springer, Heidelberg/Berlin u. a. 1982, ISBN 978-0-387-11941-0.